# جون شارب (لاعب كريكت)
جون شارب (9 ديسمبر 1866 - 19 يونيو 1936) (بالإنجليزية: John Sharpe)‏ هو لاعب كريكت بريطاني (وحمل سابقاً جنسية المملكة المتحدة لبريطانيا العظمى وأيرلندا). شارك مع منتخب إنجلترا للكريكت.

## وصلات خارجية
- جون شارب على موقع إي آس بي آن كريك إنفو (الإنجليزية)